# Becke (Familienname)
Becke oder Becké ist ein deutscher Familienname. Zu Herkunft und Bedeutung siehe Becker.

## Namensträger
- Albert Becké (1842–1920), deutscher Architekt und Eisenbahndirektor
- Axel Becke (* 1953), deutscher Chemiker
- Bill von der Becke (1907–1979), britischer Autorennfahrer
- Carlos Becke (* 1994), deutscher Tennisspieler
- Carlos von der Becke (1890–1965), Auslandsdeutscher, Person im Zweiten Weltkrieg (Argentinien)
- Daniel Becke (* 1978), deutscher Radrennfahrer
- Edmund von der Becke-Klüchtzner (1832–1912), deutscher Genealoge und sächsischer Offizier
- Ernst von der Becke (1851–1931), preußischer Generalleutnant
- Franz Karl Becke (1818–1870), Finanzminister Österreich-Ungarns
- Friedrich von der Becke (1817–1888), preußischer Generalleutnant
- Friedrich Becke (Mineraloge) (1855–1931), österreichischer Mineraloge und Petrograph
- Friedrich Gottlieb von der Becke (1793–1868), deutscher Gutsbesitzer, Unternehmer und Politiker
- Gregor Becke (* 1972), österreichischer Kanute
- George Lewis Becke (1855–1913), australischer Schriftsteller
- Hans-Joachim Becke (1915–2000), deutscher Brigadegeneral
- Heinrich von der Becke (1913–1997), deutscher Sportfotograf
- Herbert Becke (* 1950), deutscher Kulturschaffender und Fotograf
- Johann Becke (Politiker) (Johannes Becken; 1589–1669), deutscher Politiker, Bürgermeister in Mühlhausen
- Johann von der Becke (Johannes von der Becke; 1614–1681), deutscher Politiker, Ratsherr in Minden
- Johann Becke (Jurist) (Johann Becké; † 1771), deutscher Jurist
- Johann Baptist Becke (1743–1817), deutscher Flötist
- Johann Karl von der Becke (Johannes Carl von der Becke; 1756–1830), deutscher Jurist, Politiker und Schriftsteller
- Johannes Becke (Politikwissenschaftler) (* 1982), deutscher Politikwissenschaftler
- Kerstin Becke (* 1974), deutsche Schauspielerin
- Margot Becke-Goehring (1914–2009), deutsche Chemikerin
- Maria Becke-Rausch (* 1923), deutsche Bildhauerin
- Shirley Becke (1917–2011), britische Polizistin
- Waldemar Becké (1878–1947), deutscher Politiker, Stadtdirektor und Oberbürgermeister von Bremerhaven